# تيرونيش ديبابا
تيرونيش ديبابا (مواليد 1 يونيو 1985 في بيكاجي، أرسي، إثيوبيا) عداءة أولمبية أثيوبية في المسافات طويلة و حاملة الرقم القياسي العالمي في سباق 5000 متر , وهي أول عداءة تحرز ذهبيتي سباقي المسافات الطويلة 5 آلاف م و10 آلاف متر في نسخة واحدة من الألعاب الأولمبية في دورة الألعاب الأولمبية الصيفية 2008 في بكين، وهي حالياً بطل الأولمبية 10،000 متر لتحتفظ بلقبها في السباق بحلولها أولى وإحرازها الميدالية الذهبية ضمن رياضة ألعاب القوى في ألعاب أولمبية صيفية 2012 في لندن , وكانت ديبابا قدأحرزت بطولة العالم في سباق 5 آلاف متر، عندما كانت في السابعة عشرة من عمرها فقط عام 2003 في باريس لتصبح بذلك أصغر عداءة تفوز في هذه الاختصاص 
ولد تيرونيش ديبابا في قرية بيكاجي, لتكون رابعة بين 6 أطفال , وهي تنتمي إلى جماعة أورومو العرقية ، حيث نشأت في مرتفعات منطقة أرسي ل إقليم أوروميا
قالت انها بدأت ممارسة ألعاب القوى عن عمر يناهز ال 14 , انتقلت إلى العاصمة أديس أبابا في عام 2000.
ديبابا هو جزء من عائلة رياضية، مع شقيقتها الكبرى ايجيغهو ديبابا الفائزة بالميدالية الفضية في م 10000 في دورة الألعاب الأولمبية الصيفية لعام 2004 , و شقيقها ديجين نجم المستقبل
أيضاً شقيقتهما جينزبي ديبابا الفائزة في بطولة العالم لاختراق الضاحية 2008 , البطل الأولمبي 1992 و 2000 ديرارتو تولو هو أيضا ابن عمهما.